# Liste der Bischöfe von Birkenhead
Die Liste der Bischöfe von Birkenhead stellt die bischöflichen Titelträger der Church of England, der Diözese Chester, in der Province of York dar. Der Titel wurde nach der Hafenstadt Birkenhead benannt.
| Liste der Bischöfe von Birkenhead | Liste der Bischöfe von Birkenhead | Liste der Bischöfe von Birkenhead | Liste der Bischöfe von Birkenhead |
| Von                               | Bis                               | Name                              | Anmerkungen                       |
| --------------------------------- | --------------------------------- | --------------------------------- | --------------------------------- |
| 1965                              | 1973                              | Eric Mercer                       | danach Bischof von Exeter         |
| 1974                              | 1992                              | Ronald Brown                      |                                   |
| 1993                              | 1999                              | Michael Langrish                  | danach Bischof von Exeter         |
| 2000                              | 2007                              | David Urquhart                    | danach Bischof von Birmingham     |
| 2007                              | 2021                              | Keith Sinclair                    |                                   |
| 2021                              | Gegenwart                         | Julie Conalty                     | vorher Erzdiakon von Tonbridge    |